# Queen Anne (Maryland)
Queen Anne – jednostka osadnicza w Stanach Zjednoczonych, w stanie Maryland, w hrabstwie Prince George’s.